# Gunther Kaschlun
Gunther Kaschlun (* 9. Februar 1935 in Essen; † 20. Juli 2020 ebenda) war ein deutscher Ruderer.

## Werdegang
Kaschlun wurde Mitglied der Ruderabteilung des Essener Turn- und Fechtclubs (ETUF). Seine Disziplin innerhalb des Rudersports wurde der Vierer ohne Steuermann. Seiner und seiner Teamkameraden Leistungen wegen wurde er schon bald in internationalen Wettbewerben eingesetzt. So nahm er an den Olympischen Spielen 1956 in Melbourne teil, wo das Boot im Vierer ohne Steuermann im Halbfinale ausschied. Zuvor hatte er mit der Vierer-Mannschaft bei den Europa-Meisterschaften in Bled (Jugoslawien) den 3. Platz und damit eine Bronzemedaille errungen.
Im Jahre 1957 gelang ihm mit seinem Team (Christian Stewens, Horst Stobbe, Kaschlun und Wilhelm Montag) in Duisburg der Gewinn der Europameisterschaft und damit der Goldmedaille. Für diesen Gewinn der Europameisterschaft erhielten er und seine Mannschaft 1957 das Silberne Lorbeerblatt. 1957 gewannen die Essener auch den Deutschen Meistertitel. Einen weiteren Deutschen Meistertitel gewann er 1960, als er mit Peter Stewens und Günter Gudert als Erster im Zweier mit Steuermann ins Ziel kam.

## Weitere Ehrungen
Da Gunther Kaschlun auch sportpolitische Initiativen entwickelte, wurde er von städtischen, wie auch von verbandssportlichen Instanzen mehrfach geehrt. So verlieh ihm der DRV 1990 die Plakette für besondere Verdienste um den DRV, die Stadt Essen, ebenfalls 1990, die Plakette für hervorragende Sportführung. Außerdem wurde er Ehrenvorsitzender des Essener Regattavereins und des ETUF e. V.